# Cerro Los Júcaros
Cerro Los Júcaros är ett berg i Mexiko.   Det ligger i kommunen Aconchi och delstaten Sonora, i den nordvästra delen av landet, 1 600 km nordväst om huvudstaden Mexico City. Toppen på Cerro Los Júcaros är 1 764 meter över havet, eller 54 meter över den omgivande terrängen. Bredden vid basen är 0,69 kilometer. Cerro Los Júcaros ingår i Sierra de Aconchi.
Terrängen runt Cerro Los Júcaros är kuperad åt sydväst, men åt nordost är den bergig. Runt Cerro Los Júcaros är det mycket glesbefolkat, med 2 invånare per kvadratkilometer. Närmaste större samhälle är San José, 17,5 km öster om Cerro Los Júcaros. I omgivningarna runt Cerro Los Júcaros växer huvudsakligen savannskog.